# Campionati europei di atletica leggera indoor 2019 - 1500 metri piani maschili
La specialità dei 1500 metri piani maschili ai campionati europei di atletica leggera indoor di Glasgow 2019 si è svolta il 1° e il 3 marzo 2019 presso la Commonwealth Arena and Sir Chris Hoy Velodrome.
La gara è stata vinta dal polacco Marcin Lewandowski con il tempo di 3'42"85 in finale.

## Podio
| Pos.    | Atleta             | Nazionalità |
| ------- | ------------------ | ----------- |
| Oro     | Marcin Lewandowski | Polonia     |
| Argento | Jakob Ingebrigtsen | Norvegia    |
| Bronzo  | Jesús Gómez        | Spagna      |

## Record
| Record                | Record             | Record  | Record              | Record           |
| --------------------- | ------------------ | ------- | ------------------- | ---------------- |
| Record del Mondo      | Hicham El Guerrouj | 3:31.18 | Stoccarda, Germania | 2 febbraio 1997  |
| Record europeo        | Andrés Manuel Díaz | 3:33.32 | Il Pireo, Grecia    | 24 febbraio 1999 |
| Record dei campionati | Ivan Heshko        | 3:36.70 | Madrid, Spagna      | 6 marzo 2005     |

## Programma
| Data          | Ora   | Turno    |
| ------------- | ----- | -------- |
| 1º marzo 2019 | 11:50 | Batterie |
| 3 marzo 2019  | 20:01 | Finale   |

## Risultati

### Batterie

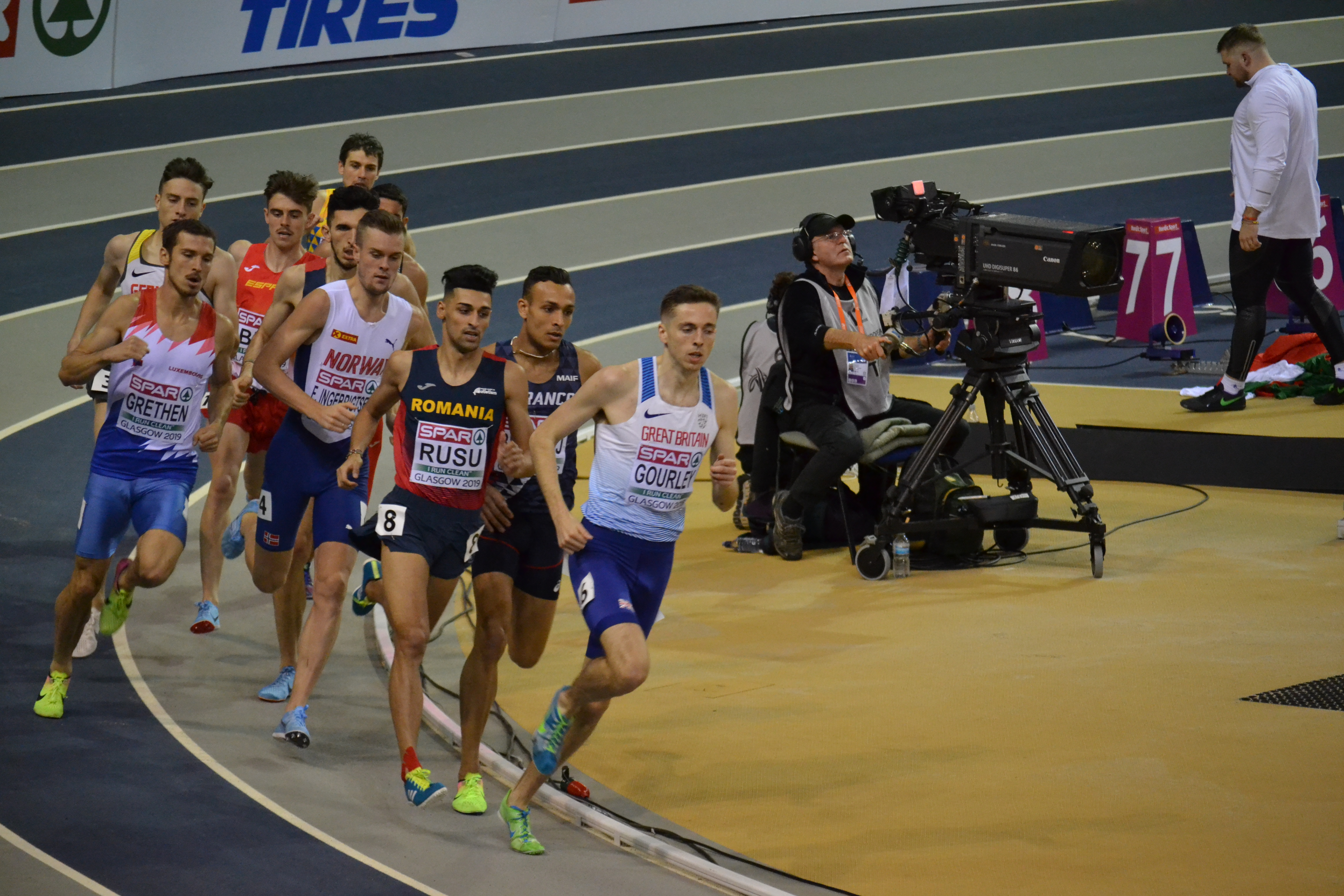
Batteria 1

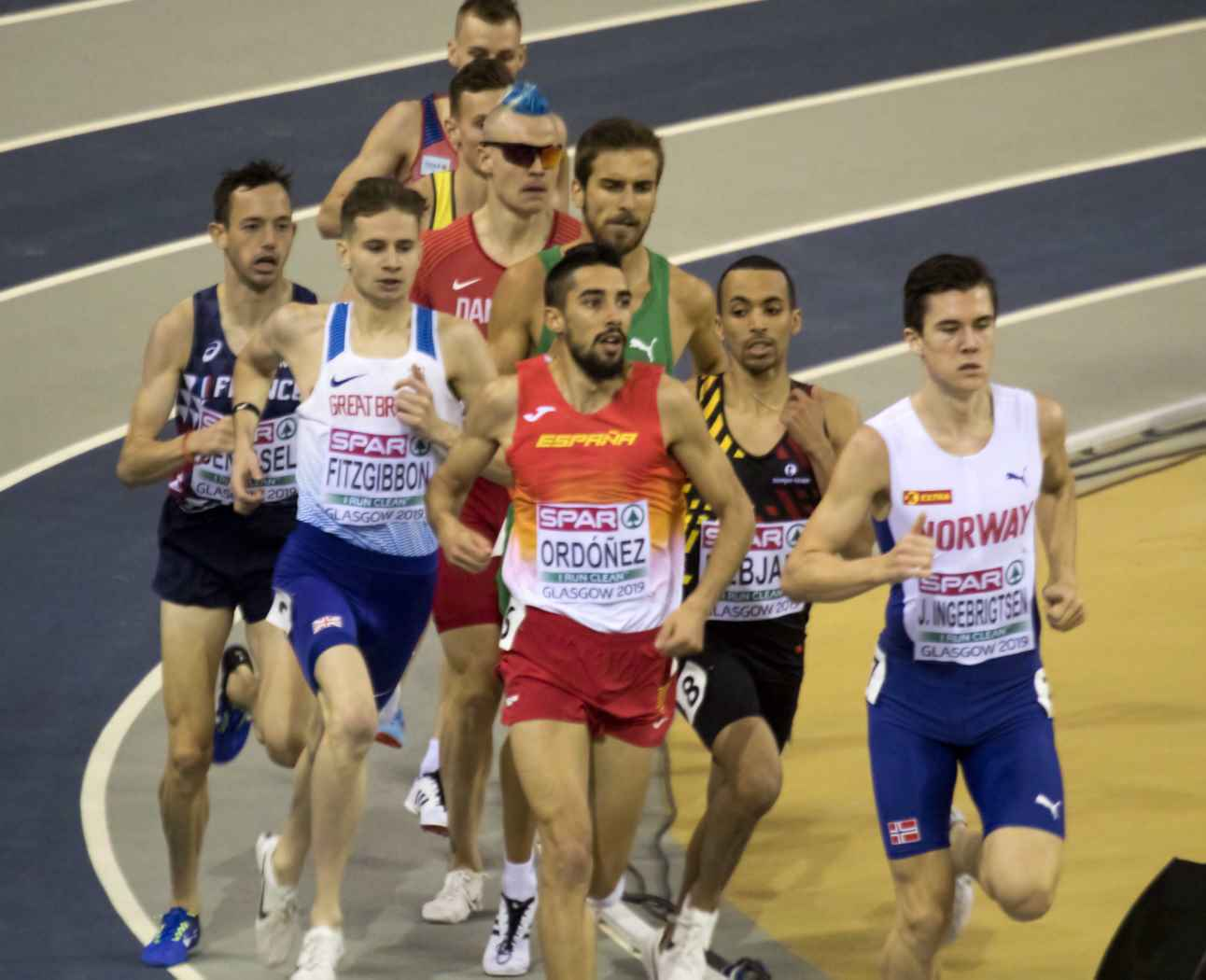
Batteria 2

I primi due atleti classificati in ogni batteria e i migliori quattro tempi dei non qualificati avanzano in finale.
| Posizione | Batteria | Atleta               | Nazione       | Tempo   | Note                                     |
| --------- | -------- | -------------------- | ------------- | ------- | ---------------------------------------- |
| 1         | 2        | Jakob Ingebrigtsen   | Norvegia      | 3:42.00 | Q                                        |
| 2         | 2        | Filip Sasínek        | Rep. Ceca     | 3:42.84 | Q                                        |
| 3         | 2        | Robbie Fitzgibbon    | Gran Bretagna | 3:43.09 | q                                        |
| 4         | 2        | Simon Denissel       | Francia       | 3:43.79 | q                                        |
| 5         | 2        | Karl Bebendorf       | Germania      | 3:45.70 | q                                        |
| 6         | 2        | Nick Jensen          | Danimarca     | 3:46.40 |                                          |
| 7         | 2        | Emanuel Rolim        | Portogallo    | 3:46.62 |                                          |
| 8         | 1        | Neil Gourley         | Gran Bretagna | 3:46.63 | Q                                        |
| 9         | 1        | Marius Probst        | Germania      | 3:46.93 | Q                                        |
| 10        | 3        | Marcin Lewandowski   | Polonia       | 3:47.45 | Q                                        |
| 11        | 3        | Jesús Gómez          | Spagna        | 3:47.53 | Q                                        |
| 12        | 3        | Samir Dahmani        | Francia       | 3:47.69 |                                          |
| 13        | 1        | Elzan Bibić          | Serbia        | 3:47.94 |                                          |
| 14        | 1        | Adrián Ben           | Spagna        | 3:48.24 |                                          |
| 15        | 1        | Mehdi Belhadj        | Francia       | 3:48.30 |                                          |
| 16        | 3        | Elliot Giles         | Gran Bretagna | 3:48.76 |                                          |
| 17        | 1        | Yervand Mkrtchyan    | Armenia       | 3:49.25 |                                          |
| 18        | 3        | Paulo Rosário        | Portogallo    | 3:49.32 |                                          |
| 19        | 3        | Jan Friš             | Rep. Ceca     | 3:49.59 |                                          |
| 20        | 3        | Simas Bertašius      | Lituania      | 3:49.90 |                                          |
| 21        | 1        | Charles Grethen      | Lussemburgo   | 3:50.42 |                                          |
| 22        | 3        | Andreas Dimitrakis   | Grecia        | 3:50.94 |                                          |
| 23        | 3        | Ferdinand Kvan Edman | Norvegia      | 3:51.43 |                                          |
| 24        | 1        | Volodymyr Kyts       | Ucraina       | 3:53.91 | Miglior prestazione personale stagionale |
| 25        | 1        | Dorin Andrei Rusu    | Romania       | 3:57.52 |                                          |
| -         | 2        | Saúl Ordóñez         | Spagna        | dnf     |                                          |
| -         | 2        | Ismael Debjani       | Belgio        | dq      | R163.2 (b)                               |
| -         | 1        | Filip Ingebrigtsen   | Norvegia      | dq      | R163.3 (b)                               |

### Finale

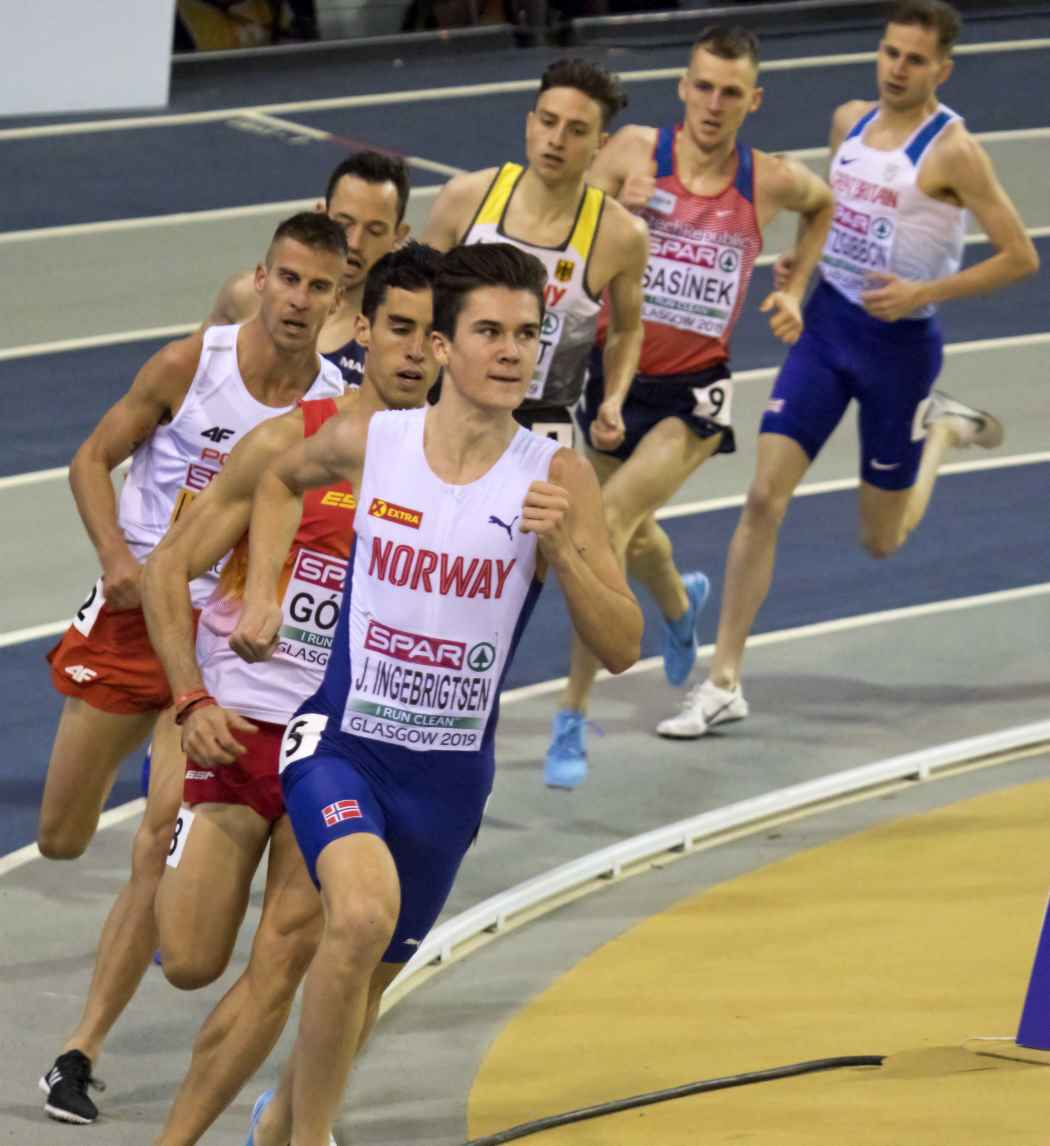
La finale

| Posizione | Atleta             | Nazione       | Tempo   | Note |
| --------- | ------------------ | ------------- | ------- | ---- |
| Oro       | Marcin Lewandowski | Polonia       | 3:42.85 |      |
| Argento   | Jakob Ingebrigtsen | Norvegia      | 3:43.23 |      |
| Bronzo    | Jesús Gómez        | Spagna        | 3:44.39 |      |
| 4         | Filip Sasínek      | Rep. Ceca     | 3:45.27 |      |
| 5         | Simon Denissel     | Francia       | 3:45.50 |      |
| 6         | Marius Probst      | Germania      | 3:45.76 |      |
| 7         | Karl Bebendorf     | Germania      | 3:46.88 |      |
| 8         | Robbie Fitzgibbon  | Gran Bretagna | 3:47.08 |      |
| -         | Neil Gourley       | Gran Bretagna | dns     |      |